# Oberstaufen Cup 2008
L'Oberstaufen Cup 2008 è stato un torneo di tennis facente parte della categoria ATP Challenger Series nell'ambito dell'ATP Challenger Series 2008. Il torneo si è giocato a Oberstaufen in Germania dal 14 al 20 luglio 2008 su campi in terra rossa e aveva un montepremi di €30 000.

## Vincitori

### Singolare
Łukasz Kubot ha battuto in finale  Juan Pablo Brzezicki con il punteggio di 6–3 6–4

### Doppio
Dusan Karol /  Jaroslav Pospíšil hanno battuto in finale  André Ghem /  Boy Westerhof con il punteggio di 6(2)–7 6–1 [10–6]